# Pachybrachis mitjaevi
Pachybrachis mitjaevi es una especie de insecto coleóptero de la familia Chrysomelidae.
Fue descrita científicamente en 1982 por Lopatin & Kulenova.